# Unterseeboot UB-36
Pour les autres navires du même nom, voir Unterseeboot 36.
L'Unterseeboot UB-36 est un sous-marin (U-Boot) allemand de type UB II utilisé par la Kaiserliche Marine pendant la Première Guerre mondiale. Le sous-marin a été commandé le 22 juillet 1915 et lancé le 15 janvier 1916. Il a été mis en service dans la marine impériale allemande le 22 mai 1916.
En douze patrouilles, le sous-marin a coulé sept navires. Il a lui-même été coulé en mai 1917, mais son sort est contesté. Certaines sources affirment que l'UB-36 a été éperonné et probablement coulé par le vapeur français SS Molière le 21 mai 1917 dans la Manche, au large d’Ouessant (France). D’autres sources affirment qu’il s’agissait en fait du UC-36 et que l'UB-36 a heurté une mine et coulé ailleurs.

## Conception
Sous-marin de type UB II, l'UB-36 avait un déplacement de 274 tonnes en surface et de 303 tonnes en immersion. Il avait une longueur hors tout de 36,90 m, une largeur de 4,37 m et un tirant d'eau de 3,69 m. Le sous-marin était propulsé par deux moteurs Diesel Körting à six cylindres à quatre temps produisant 284 chevaux (209 kW), deux moteurs électriques Siemens-Schuckert produisant 280 chevaux (210 kW) et un arbre d'hélice. Il était capable d’opérer à une profondeur allant jusqu’à 50 mètres.
La vitesse maximale du sous-marin était de 9,15 nœuds (16,95 km/h) en surface et de 5,81 nœuds (10,76 km/h) en immersion. Lorsqu’il était en surface, il pouvait parcourir 6450 milles marins (11950 km) à 5 nœuds (9,3 km/h), et en immersion, 45 milles marins (83 km) à 4 nœuds (7,4 km/h). L'UB-36 était armé de deux tubes lance-torpilles de 500 mm à l’avant, de quatre torpilles et d’un canon de pont SK L/30 de 88 mm. Il avait un effectif de vingt-et-un membres d’équipage et deux officiers, et un temps de plongée de 42 secondes.

## Affectations
- Flottille de la Baltique : du 26 juin 1916 au 23 février 1917
- Flottilles des Flandres : du 23 février au 9 mai 1917

## Commandants
- Oberleutnant zur See Kurt Albrecht[5] : du 22 mai au 12 décembre 1916
- Oblt.z.S. Harald von Keyserlingk[6] : du 13 décembre 1916 au 9 mai 1917

## Navires coulés
| Date            | Nom                | Nationalité    | Tonnage | Destin              |
| --------------- | ------------------ | -------------- | ------- | ------------------- |
| 30 juillet 1916 | Anna               | Suède          | 172     | Coulé               |
| 30 juillet 1916 | Pitea              | Suède          | 644     | Capturé comme prise |
| 1 août 1916     | Hudiksvall         | Suède          | 481     | Coulé               |
| 1 août 1916     | Pehr Brahe         | Finlande       | 499     | Coulé               |
| 18 mars 1917    | Avance             | Norvège        | 273     | Capturé comme prise |
| 1 avril 1917    | Jolie Brise        | France         | 18      | Coulé               |
| 1 avril 1917    | Providence De Dieu | France         | 15      | Coulé               |
| 16 avril 1917   | Marden             | United Kingdom | 297     | Coulé               |
| 16 avril 1917   | Rochester Castle   | United Kingdom | 102     | Coulé               |